# Bad Pyrmont
Bad Pyrmont ([baːt pʏʁˈmɔnt, - ˈpʏʁ-] (del bajo sajón: Bad Purmunt) es una ciudad en el distrito de Hamelin-Pyrmont, en Baja Sajonia (Nidersachsen), Alemania. Está situada sobre el río Emmer, a unos 10 km al oeste del Weser, es un popular destino balneario que alcanzó su reputación como lugar de vacaciones de moda para los príncipes de los siglos XVII y XVIII. Su gran parque se encuentra entre los más espectaculares de Alemania, con un reconocido palmeral exterior. El castillo barroco (1706-10) es parte de un impresionante complejo de fortificaciones del siglo XVI. El castillo ahora alberga el Museo de Historia Municipal y del Balneario. Es única en Europa la cueva vapor, en donde emergen vapores terapéuticos de dióxido de carbono del suelo. La ciudad es también el centro de la Sociedad Religiosa de los Amigos (cuáqueros) en Alemania. El agua mineral Bad Pyrmonter, popular en el norte de Alemania, es embotellada en Bad Pyrmont.

## Historia
Formalmente llamada Pyrmont, fue la sede de un pequeño condado en gran parte de la Edad Media. El condado alcanzó su independencia, del Condado de Schwalenberg, en 1194. Mantuvo su independencia hasta la extinción de la línea condal en 1494, cuando el condado fue heredado por el Condado de Spiegelberg. En 1557, el condado fue heredado por Lippe, y después por el condado de Gleichen en 1583.
En 1625 el condado se convirtió en parte del mucho mayor condado de Waldeck por herencia. En 1668, la Cámara de la Corte Imperial (Reichskammergericht) falló en contra de las reclamaciones del Obispado de Paderborn, según las cuales Pyrmont había sido la garantía de un préstamo, confirmando los derechos del Conde de Waldeck sobre Pyrmont, quien cedió el Amt de Lügde — previamente la capital del condado - al obispado como compensación. En enero de 1712 el conde de Waldeck y Pyrmont fue elevado a príncipe hereditario por el emperador Carlos VI, habiendo combinado el conde los dos títulos el año anterior.
Por un breve periodo, desde 1805 hasta 1812, Pyrmont fue de nuevo un principado separado como resultado particiones y herencias después de la muerte de príncipe previo, pero las dos parte fueron unificadas de nuevo en 1812. El principado de Waldeck-Pyrmont retuvo su estatus después del Congreso de Viena. En 1813, los habitantes de Pyrmont empezaron protestas por su falta de autonomía dentro del Estado de Waldeck-Pyrmont, y la naturaleza constitucional separada de los dos territorios fue confirmada al año siguiente, hasta que fue establecida una unión formal en 1849.
Desde 1868 en adelante, el principado fue administrado por Prusia, aunque retuvo su soberanía legislativa. La administración prusiana sirvió para reducir costos administrativos para el pequeño estado y fue basada en un contrato a diez años que fue repetidamente renovado. En 1871 se convirtió en estado constituyente del nuevo Imperio alemán. Al final de la I Guerra Mundial, durante la revolución alemana, el príncipe abdicó y Waldeck-Pyrmont se convirtió en Estado Libre dentro de la República de Weimar. El 30 de noviembre de 1921, siguiendo un plebiscito local, la ciudad y distrito de Pyrmont fueron segregados e incorporados a la provincia prusiana de Hannover, siendo Waldeck incorporada a la provincia de Hesse-Nassau en 1929.

## Instalaciones

### Clubes de campo
Bad Pyrmont es una población con gran número de clubs de campo y clínicas. Se caracteriza por el gran número de actividades de ocio para la gente de la tercera edad, y es descrita por la propia población local como un "gran hogar para la tercera edad". 

### Hospitales
Bad Pyrmont es reconocida por su Hospital Bathildis. La clínica se especializa en enfermedades relacionadas con la columna vertebral y el sistema nervioso. Ciudadanos de toda Alemania se trasladan a Bad Pyrmont debido a la infraestructura de baños y balnearios histórica de la ciudad y su confort, especialmente gente de la tercera edad.

## Ciudadanos célebres
- Max Born, físico, ganador del Premio Nobel y abuelo de Olivia Newton-John.

## Galería
| A painting of a tree-lined avenue between a pool and a distant red building. |
| Paseo entre los baños y Pyrmont, 1780                                        |

| A castle, nestled in trees, beyond a moat, with a bridge. |
| Castillo de Pyrmont, 1900                                 |

| A gazebo-structure with drinking fountains at the base, in a tree-lined square. |
| Baños en Pyrmont, 1900                                                          |

| At the end of a bridge over a moat, a grand castle surrounded by trees |
| Castillo de Pyrmont, 2007                                              |